# Conus bajanensis
Conus bajanensis är en snäckart som beskrevs av Usticke 1968. Conus bajanensis ingår i släktet Conus och familjen kägelsnäckor. Inga underarter finns listade i Catalogue of Life.